# Карлос де Пена
Карлос Марія де Пена Боніно (ісп. Carlos María de Pena Bonino; нар. 11 березня 1992, Монтевідео, Уругвай) — уругвайський футболіст, лівий півзахисник бразильського клубу «Інтернасьйонал». Має також громадянство Італії.

## Клубна кар'єра

### «Насьйональ»
Вихованець футбольної школи найтитулованішого уругвайського клубу «Насьйональ». Дебютував в основній команді 20 лютого 2013 року в гостьовому матчі Кубка Лібертадорес проти «Толуки» (3:2). Через кілька днів, 24 лютого, відбувся дебют півзахисника в чемпіонаті Уругваю в грі проти «Дефенсор Спортінг» (0:1). 2 червня 2013 року, в останньому турі чемпіонату, де Пена забив свій перший гол, вразивши ворота «Монтевідео Вондерерз» і принісши перемогу своїй команді (2:1).
У наступному сезоні Карлос закріпився в основному складі «Насьйоналя», провівши в цілому 30 матчів, відзначившись 5 голами і 4 результативними передачами. Сезон 2014/15 став ще більш успішним для де Пени, який забив 9 голів, віддав 7 гольових передач і допоміг «Насьйоналю» після трирічної перерви виграти чемпіонат країни.

### «Мідлсбро»
1 вересня 2015 року де Пена підписав 3-річний контракт з клубом англійського Чемпіоншіпа «Мідлсбро», сума трансферу склала близько €2,4 млн. 22 вересня Карлос дебютував за «річників» у домашньому матчі Кубка Ліги проти «Вулвергемптон Вондерерз» (3:0) і відзначився гольовою передачею. За підсумками першого сезону допоміг команді вийти до Прем'єр-ліги, але там так і не дебютував.
Не закріпившись у англійській команді, 31 січня 2017 року на правах оренди до кінця сезону перейшов в іспанський клуб «Реал Ов'єдо», що представляє Сегунду. 13 травня забив перший гол у складі «Ов'єдо», відзначившись у гостьовій зустрічі проти «Хімнастіка» (2:2).
19 липня 2017 року контракт де Пени з «Мідлсбро» був розірваний за обопільною згодою сторін.

### Повернення в «Насьйональ»
У 2018 році Карлос виступав за «Насьйональ», після закінчення сезону став вільним агентом. У січні 2019 року бразильський «Ботафого» оголосив про переговори з уругвайцем, однак станом на початок лютого контракт з ним ще не був укладений.

### «Динамо» (Київ)
10 квітня 2019 року підписав контракт до кінця сезону з київським «Динамо», ставши першим уругвайським легіонером в історії клубу, хоча і був заявлений в УПЛ під своїм італійським паспортом. Через два тижні, 24 квітня, він дебютував за киян у матч чемпіонату проти донецького «Шахтаря» (0:0), відігравши увесь матч. Перший же свій гол за київський клуб Карлос забив 18 травня, вразивши ворота «Маріуполя» (2:1) в грі 29 туру чемпіонату.
За підсумками 2019 року уругвайський футболіст був визнаний найкращим гравцем клубу за версією вболівальників. В результаті наприкінці 2019 року Де Пена підписав новий дворічний контракт з «Динамо».

### «Інтернасьйонал»
1 квітня 2022 року перейшов до бразильського клубу «Інтернасьйонал», з яким уклав угоду до кінця 2022 року.

## Статистика
Станом на 25 лютого 2022 року
| Команда       | Сезон     | Ліга | Ліга | Кубок1 | Кубок1 | Континентальні кубки2 | Континентальні кубки2 | Інші кубки3 | Інші кубки3 | Загалом | Загалом |
| Команда       | Сезон     | Ігри | Голи | Ігри   | Голи   | Ігри                  | Голи                  | Ігри        | Голи        | Ігри    | Голи    |
| ------------- | --------- | ---- | ---- | ------ | ------ | --------------------- | --------------------- | ----------- | ----------- | ------- | ------- |
| «Насьйональ»  | 2012–2013 | 6    | 1    | –      | –      | 4                     | 0                     | –           | –           | 10      | 1       |
| «Насьйональ»  | 2013–2014 | 24   | 3    | –      | –      | 6                     | 2                     | –           | –           | 30      | 5       |
| «Насьйональ»  | 2014–2015 | 26   | 9    | –      | –      | 2                     | 0                     | –           | –           | 28      | 9       |
| «Насьйональ»  | 2015–2016 | 2    | 2    | –      | –      | 3                     | 0                     | –           | –           | 5       | 2       |
| «Насьйональ»  | Всього    | 58   | 15   | -      | -      | 15                    | 2                     | -           | -           | 73      | 17      |
| «Мідлсбро»    | 2015–2016 | 6    | 0    | 1      | 0      | –                     | –                     | 3           | 0           | 10      | 0       |
| «Мідлсбро»    | 2016–2017 | –    | –    | –      | –      | –                     | –                     | 1           | 0           | 1       | 0       |
| «Мідлсбро»    | Всього    | 6    | 0    | 1      | 0      | 0                     | 0                     | 4           | 0           | 11      | 0       |
| «Реал Ов'єдо» | 2016–2017 | 7    | 1    | –      | –      | –                     | –                     | –           | –           | 7       | 1       |
| «Насьйональ»  | 2018      | 14   | 1    | 1      | 0      | 11                    | 0                     | -           | -           | 25      | 1       |
| «Динамо»      | 2018/19   | 8    | 1    | -      | -      | -                     | -                     | -           | -           | 8       | 1       |
| «Динамо»      | 2019/20   | 28   | 9    | 3      | 0      | 6                     | 0                     | 1           | 0           | 38      | 9       |
| «Динамо»      | 2020/21   | 19   | 3    | 2      | 0      | 11                    | 3                     | 1           | 1           | 33      | 7       |
| «Динамо»      | 2021/22   | 16   | 2    | -      | -      | 6                     | 0                     | 1           | 0           | 23      | 2       |
| «Динамо»      | Всього    | 71   | 15   | 5      | 0      | 23                    | 3                     | 3           | 1           | 102     | 19      |
|               | Загалом   | 156  | 32   | 7      | 0      | 49                    | 5                     | 7           | 1           | 219     | 38      |

## Досягнення
«Насьйональ»
- Чемпіон Уругваю: 2014/15

 «Мідлсбро»
- Срібний призер Чемпіонату Англії (Другий дивізіон): 2015/16

 «Динамо Київ»
- Чемпіон України (1): 2020/21
- Володар Кубка України (1): 2019/20
- Володар Суперкубка України (2): 2019, 2020